# Schistochila
Schistochila, biljni rod smješten u porodicu Schistochilaceae. Pripada u jetrenjarke, i dio je reda  Jungermanniales. 
Priznato je 88 vrsta

## Vrste
1. Schistochila acuminata Steph.
2. Schistochila aequiloba Steph.
3. Schistochila alata (Lehm.) Schiffn.
4. Schistochila aligera (Nees & Blume) J.B. Jack & Steph.
5. Schistochila altissima E.A. Hodgs.
6. Schistochila antara Grolle
7. Schistochila appendiculata (Hook.) Dumort. ex Trevis.
8. Schistochila baileyana Steph.
9. Schistochila balfouriana (Hook.f. & Taylor) Steph.
10. Schistochila beccariana (De Not.) Trevis.
11. Schistochila berggrenii (J.J. Engel & R.M. Schust.) Xiao L. He & Glenny
12. Schistochila berteroana (Hook.) Steph.
13. Schistochila blumei (Nees) Trevis.
14. Schistochila brassii Grolle
15. Schistochila caledonica Steph.
16. Schistochila carnosa (Mitt.) Steph.
17. Schistochila caudata R.M. Schust. & J.J. Engel
18. Schistochila childii (R.M. Schust. & J.J. Engel) Xiao L. He & Glenny
19. Schistochila chlorophylla (Colenso) E.A. Hodgs.
20. Schistochila ciliata (Mitt.) Steph.
21. Schistochila compacta (Colenso) E.A. Hodgs.
22. Schistochila conchophylla Herzog ex E.A. Hodgs. & Allison
23. Schistochila congoana Steph.
24. Schistochila cookei (H.A. Mill.) R.M. Schust.
25. Schistochila crinita Grolle
26. Schistochila cristata Steph.
27. Schistochila cunninghamii Steph.
28. Schistochila doriae (De Not.) Trevis.
29. Schistochila engleriana Steph.
30. Schistochila exalata Herzog
31. Schistochila fijiensis H. Buch & Herzog
32. Schistochila glaucescens (Hook.) A. Evans
33. Schistochila hattorii Grolle
34. Schistochila integerrima Steph.
35. Schistochila isotachyphylla (J.J. Engel & R.M. Schust.) Xiao L. He & Glenny
36. Schistochila kirkiana Steph.
37. Schistochila kunkelii S.W. Arnell
38. Schistochila lacerata Steph.
39. Schistochila lamellata (Hook.) Dumort. ex A. Evans
40. Schistochila laminigera (Hook.f. & Taylor) A. Evans
41. Schistochila latiloba (R.M. Schust. & J.J. Engel) Xiao L. He & Glenny
42. Schistochila lehmanniana (Lindenb.) Steph.
43. Schistochila leucophylla (Lehm. ex Gottsche, Lindenb. & Nees) Steph.
44. Schistochila macrodonta W.E. Nicholson
45. Schistochila minor C. Gao & Y.H. Wu
46. Schistochila monticola R.M. Schust.
47. Schistochila muricata E.A. Hodgs. & Allison
48. Schistochila nadeaudiana Steph.
49. Schistochila neesii (Mont.) Lindb.
50. Schistochila nitidissima R.M. Schust.
51. Schistochila nivicola (R.M. Schust. & J.J. Engel) Xiao L. He & Glenny
52. Schistochila nobilis (Hook.) Trevis.
53. Schistochila nuda Horik.
54. Schistochila pachyphylla (Lehm.) Steph.
55. Schistochila papillifera R.M. Schust.
56. Schistochila parvistipula Rodway
57. Schistochila pellucida R.M. Schust. & J.J. Engel
58. Schistochila piligera Steph.
59. Schistochila pinnatifolia (Hook.) Trevis.
60. Schistochila pluriciliata R.M. Schust. & J.J. Engel
61. Schistochila pseudociliata R.M. Schust.
62. Schistochila quadrifida A. Evans
63. Schistochila ramentacea Steph.
64. Schistochila reflexa (Mont.) Steph.
65. Schistochila reflexistipula J.J. Engel & R.M. Schust.
66. Schistochila reinwardtii (Nees) Schiffn.
67. Schistochila repleta (Hook.f. & Taylor) Steph.
68. Schistochila rubriseta Steph.
69. Schistochila schultzei Steph.
70. Schistochila sciophila R.M. Schust.
71. Schistochila sciurea (Nees) Schiffn.
72. Schistochila simulans (C. Massal.) Xiao L. He & Yu Sun
73. Schistochila spegazziniana (C. Massal.) Steph.
74. Schistochila sphagnoides (Schwägr.) Lindb. ex Steph.
75. Schistochila splachnophylla (Hook.f. & Taylor) Steph.
76. Schistochila stratosa (Mont.) A. Evans
77. Schistochila subhyalina R.M. Schust.
78. Schistochila subimmersa J.J. Engel & R.M. Schust.
79. Schistochila succulenta (J.J. Engel & R.M. Schust.) Xiao L. He & Glenny
80. Schistochila tasmanica Steph.
81. Schistochila trispiralis R.M. Schust.
82. Schistochila tuloides (Hook.f. & Taylor) Steph.
83. Schistochila undulatifolia Piippo
84. Schistochila virescens R.M. Schust.
85. Schistochila vitreocincta (Herzog) Xiao L. He & Glenny
86. Schistochila volans Grolle
87. Schistochila yakushimensis N. Ohnishi & Deguchi
88. Schistochila zantenii Grolle

## Vanjske poveznice
- New Zealand Journal of Botany: Schistochila (Hepaticae) in Oceania